# Додекаедар
Додекаедар је један од пет правилних полиедара. Омеђен је са дванаест међусобно једнаких површи које имају облик једнакостраничних петоуглова и распоређене су тако да тело има тридесет ивица и двадесет темена.

## Формуле
| Површина                  | {\displaystyle S=3{\sqrt {25+10{\sqrt {5}}}}\,a^{2}}                       |
| Запремина                 | {\displaystyle V={\frac {1}{4}}\left(15+7{\sqrt {5}}\right)a^{3}}          |
| Полупречник уписане сфере | {\displaystyle r_{u}={\frac {\sqrt {5}}{20}}{\sqrt {50+22{\sqrt {5}}}}\,a} |
| Полупречник описане сфере | {\displaystyle r_{o}={\frac {\sqrt {3}}{4}}\left(1+{\sqrt {5}}\right)\,a}  |